# Son Dam-bi
Son Dam-bi (sinh ngày 25 tháng 9 năm 1983) là một ca sĩ, diễn viên và người mẫu Hàn Quốc độc quyền của công ty giải trí Pledis Entertainment. Năm 2007, Son Dam Bi ra mắt trong vai trò ca sĩ có hình tượng và phong cách biểu diễn gợi cảm và được người ta biết đến là "Phiên bản nữ của Bi Rain".

## Sự nghiệp

### Trước khi ra mắt
Vào năm 2006, Pledis Entertainment ấp ủ kế hoạch cho ra mắt một nữ ca sĩ solo đầu tiên của họ, đánh dấu bước đường tham gia vào thị trường âm nhạc của Hàn Quốc và cả thế giới.
Không lâu sau đó, Pledis Entertainment tiết lộ thông tin về nữ ca sĩ sắp tới của họ với cái tên Son Dam Bi. Đồng thời công ty cũng cho biết nữ ca sĩ này đã phải trải qua quá trình tuyển chọn, luyện tập thanh nhạc và vũ đạo rất gắt gao tại Hàn và cả tại Mỹ. Công ty cũng tiết lộ rằng cô là gương mặt khá quen thuộc trong vai trò người mẫu chuyên nghiệp, đã xuất hiện trong video âm nhạc cho Paran và MYV cùng với hàng loạt quảng cáo khác. Trước khi ra mắt, MSN Nhật Bản đã giới thiệu một bộ phim tài liệu nói về quá trình tập luyện thanh nhạc và vũ đạo trước khi ra mắt của cô đã thu hút khoảng 480,000 người trong 5 ngày.

### Năm 2007
Sau một thời gian dài chờ đợi, Son Dam Bi cũng đã cho ra mắt single đầu tiên của cô "Cry Eye". Ca khúc chủ đề lập tức được tiếp nhận nhanh chóng bởi Son Dam Bi có tất cả: giọng hát khỏe, vũ đạo mạnh mẽ và ngoại hình hấp dẫn.

### Năm 2008
Vào ngày 29 tháng 4 năm 2008, Son Dam Bi cho ra mắt Mini Album Vol.1 với dòng nhạc điện tử chủ đạo). Ca khúc chủ đề "Bad Boy" được sản xuất bởi Brave Brothers nhanh chóng trở thành hit bởi ca từ và nhịp điệu vô cùng bắt tai. Ngoài ra, Kahi (trưởng nhóm After School (ban nhạc)) từng là cô giáo dạy nhảy của cô đã góp giọng rap và xuất hiện trong MV và trên sân khấu.
Tháng 9, Son Dam Bi trở lại với single tiếp theo "Crazy". Ca khúc gây sốt với điệu nhảy ghế vô cùng sexy trở nên phổ biến khộng chỉ trong nước mà cả ngoài thế giới. Ca khúc là bước ngoặt lớn của Son Dam Bi khi liên tiếp càn quét vô số bảng xếp hạng online.

### Năm 2009
Ngày 24/3, Son Dam Bi phát hành album có độ dài đầy đủ đầu tiên với tựa đề "Type B". Ca khúc chủ đề "Saturday Night" mau chóng càn quét vô số bảng xếp hạng online trong Hàn Quốc.

### Năm 2010
Ngày 12/7, Son Dam Bi phát hành mini album với tưạ đề "The Queen". Khi phát hành MV, Son Dam Bi nhận được vô số lời khen về cá khúc vô cùng bắt tay cùng ý tưởng độc đáo. Nhưng không lâu sau đó, người ta phát hiện đây là hàng đạo của một đoạn quảng cáo của nước ngoài. Pledis Entertainment nhanh chóng lên tiếng xin lỗi và cho ra mắt MV phiên bản mới của ca khúc "Queen". Tưởng chừng mọi chuyện đã êm đềm, bất ngờ người ta phát hiện giọng hát yếu của Son Dam Bi trong một buổi biểu diễn trên sân khấu. Son Dam Bi phải lên tiếng xin lỗi và hứa cố gắng luyện thanh nhiều hơn.
Sau khi kết thúc đợt quảng bá "Queen", Son Dam Bi cho ra mắt tiếp MV của ca khúc "Db Rider" nằm trong mini album "The Queen". Cô cũng bắt đầu quảng bá ca khúc "Db Rider" như một ca khúc chủ đề.

### Năm 2011
Năm này cô tạm thời gác bỏ sự nghiệp ca hát để tập trung vào sự nghiệp đóng phim. Nhưng cuối năm cô cũng góp giọng vào album "Happy Pledis 2012" cùng với After School (ban nhạc) và các nhóm nhạc sắp ra mắt như Nu'est, Hello Venus.

### Năm 2012
Cô đang chuẩn bị cho sự trở lại vào tháng 9.

## Diễn xuất

### Phim điện ảnh
| Năm  | Tên phim                              | Vai diễn    |
| ---- | ------------------------------------- | ----------- |
| 2018 | The Accidental Detective 2: In Action | Yoon Sa-hee |
| 2018 | Rose of Betrayal                      | Doo-seok    |

### Phim truyền hình
| Năm       | Tên phim                | Vai diễn       | Kênh |
| --------- | ----------------------- | -------------- | ---- |
| 2009      | Dream                   | Park So-yeon   | SBS  |
| 2011–2012 | Lights and Shadows      | Yoo Chae-young | MBC  |
| 2014      | What's With This Family | Kwon Hyo-jin   | KBS2 |
| 2016      | Mrs. Cop 2              | Shin Yeo-ok    | SBS  |
| 2019      | Khi Hoa Trà Nở          | Hyang Mi       | KBS2 |

### Show thực tế
| Year        | Tên                         | Kênh | Chú thích   |
| ----------- | --------------------------- | ---- | ----------- |
| 2008 – 2009 | We Got Married              | MBC  | with Marco  |
| 2018 – 2019 | Village Survival, the Eight | SBS  | Cast Member |
| 2019 - 2020 | I Live Alone                |      | Guest       |

## Discography
| Đĩa đơn | Thông tin                                                                                               | Mục lục các ca khúc trong đĩa                                           |
| ------- | --- | ----------------------------------------------------------------------- |
| 1st     | Single đầu tay - Tên: Cry Eye - Nghệ sĩ: Son Dam Bi (손담비) - Ngày phát hành: ngày 20 tháng 6 năm 2007 | 1. Cry Eye 2. Girl Like That 3. 혼자 4. Start 5. Cry Eye (Instrumental) |

| Album | Thông tin | Các ca khúc trong album |
| ----- | --- | --- |
| 1st   | First Mini Album - Tên: Son Dam Bi Mini Album Vol.1 - Nghệ sĩ: Son Dam Bi (손담비) - Phát hành: ngày 29 tháng 4 năm 2008             | 1. Intro 2. Bad Boy 3. 반대말 4. 입다 질린 옷 5. 그만하자 6. Bad Boy (Ballad version) 7. Bad Boy (Instrumental)                                                            |
| 2nd   | Second Mini Album - Tên: Son Dam Bi The Second Mini Album - Nghệ sĩ: Son Dam Bi (손담비) - Phát hành: ngày 22 tháng 9 năm 2008       | 1. 미쳤어 2. 투명인간 3. No Sympathy 4. Play 5. 미쳤어 (Instrumental) |
| 3rd   | First Full Length Album - Tên: Vol. 1 Type B — Back To The 80's - Nghệ sĩ: Son Dam Bi (손담비) - Phát hành: ngày 24 tháng 3 năm 2009 | 1. 토요일밤에 2. No Sympathy 3. 두번째라도 4. 느리게잊기 5. Bad Boy (Remix) 6. 미쳤어 (Remix) 7. 그만하자 8. 투명인간 9. Twice Too Many Time 10. 토요일밤에 (Instrumental) |
| 4th   | Third Mini Album - Tên: The Queen - Nghệ sĩ: Son Dam Bi (손담비) - Phát hành: ngày 12 tháng 7 năm 2010                               | 1. DB Rider 2. Queen 3. Beat Up By A Girl 4. Can't U See 5. Super Duper 6. Queen(Inst.) 7. Can't U See(Inst.)                                                              |

## Giải thưởng
| Năm  | Giải thưởng                                                                     |
| ---- | ------------------------------------------------------------------------------- |
| 2011 | - 20th Seoul Music Awards: giải Bonsang                                         |
| 2010 | - 19th Seoul Music Awards: giải Bonsang                                         |
| 2009 | - 18th Seoul Music Awards: giải Bonsang - 24th Golden Disk Awards: giải Bonsang |